# Håvard Gutubø Bogetveit
Håvard Gutubø Bogetveit (Oslo, 3 giugno 1992) è un allenatore di sci nordico ed ex biatleta norvegese.

## Biografia
Håvard Gutubø Bogetveit, attivo dalla stagione 2012-2013, ai Mondiali juniores di Obertilliach 2013 ha vinto la medaglia d'oro nella staffetta; in Coppa del Mondo ha esordito il 20 marzo 2014 a Oslo in sprint (96º), ha ottenuto l'unico podio il 7 febbraio 2016 a Canmore in staffetta mista (3º) e ha preso per l'ultima volta il via il 16 gennaio 2022 a Ruhpolding in inseguimento (50º). Si è ritirato al termine di quella stessa stagione 2021-2022 e la sua ultima gara è stata la partenza in linea di IBU Cup disputata il 6 marzo a Lenzerheide, chiusa da Bogetveit al 9º posto; non ha preso parte a rassegne olimpiche o iridate. Dopo il ritiro è divenuto allenatore di biathlon prima nella squadra privata Team 1,5, poi (dal 2025) nella nazionale estone.

## Palmarès

### Mondiali juniores
- 1 medaglia:
  - 1 oro (staffetta a Obertilliach 2013)

### Coppa del Mondo
- 1 podio (a squadre):
  - 1 terzo posto

### Europei
- 4 medaglie:
  - 4 bronzi (staffetta mista a Tjumen' 2016; staffetta a Val Ridanna 2018; inseguimento a Minsk 2019; inseguimento a Duszniki-Zdrój 2021)